# Richard Chew

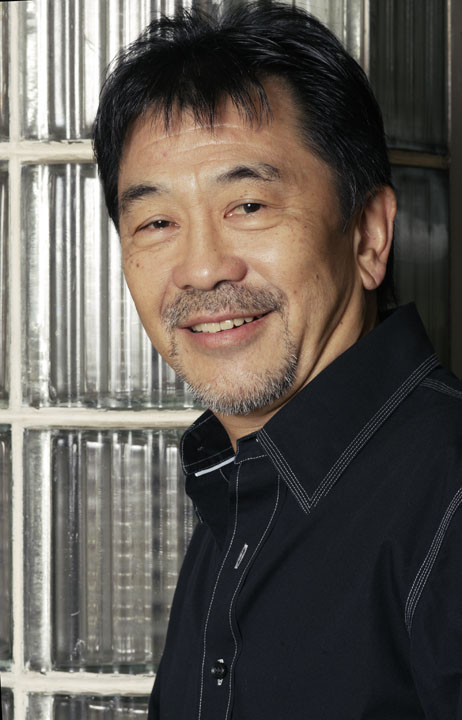
Richard Chew (2006)

Richard Franklin Chew (* 28. Juni 1940 in Los Angeles, Kalifornien) ist ein US-amerikanischer Filmeditor und Oscarpreisträger.

## Leben
Richard Franklin Chew wurde am 28. Juni 1940 als Sohn chinesischer Einwanderer in Los Angeles geboren. Er diente in der United States Navy. Nachdem er einen Abschluss in Philosophie an der UCLA erhielt, studierte er an der Harvard Law School. In den 1960ern begann er eine Karriere als Schnittassistent bei einem lokalen Fernsehsender in Seattle. Kurz darauf fing er an, Dokumentationen zu schneiden und sammelte so seine Kontakte, um in den frühen 1970ern nach San Francisco ziehen zu können, von wo aus er den Sprung ins Filmgeschäft schaffte.
Nachdem Chew 1967 mit The Redwoods erstmals eigenverantwortlich eine Kurzdokumentation schnitt, wurde sein erster Filmschnitt im Drama Der Dialog mit einem British Academy Film Award für den Besten Schnitt ausgezeichnet. Insbesondere für die beiden Spielfilme Einer flog über das Kuckucksnest und Krieg der Sterne wurde er jeweils für einen Oscar und einen BAFTA-Award nominiert, wobei er, gemeinsam mit Paul Hirsch und Marcia Lucas, 1978 für Krieg der Sterne für den Besten Filmschnitt ausgezeichnet wurde.
Richard Chew ist seit 1969 mit Barbara Dunn verheiratet und hat mit ihr einen gemeinsamen Sohn.

## Filmografie (Auswahl)
- 1967: The Redwoods
- 1974: Der Dialog (The Conversation)
- 1975: Einer flog über das Kuckucksnest (One Flew Over The Cuckoo’s Nest)
- 1977: Krieg der Sterne (Star Wars)
- 1978: Der Galgenstrick (Goin’ South)
- 1982: Ein Draufgänger in New York (My Favorite Year)
- 1983: Lockere Geschäfte (Risky Business)
- 1985: Creator – Der Professor und die Sünde (Creator)
- 1985: Was für ein Genie (Real Genius)
- 1986: Streets of Gold
- 1987: Die Supertrottel (Revenge of the Nerds II: Nerds in Paradise)
- 1988: Süchtig (Clean and Sober)
- 1991: Late for Dinner – Eine zeitlose Liebe (Late for Dinner)
- 1992: Singles – Gemeinsam einsam (Singles)
- 1993: Mein Leben für dich (My Life)
- 1995: Pecos Bill – Ein unglaubliches Abenteuer im Wilden Westen (Tall Tale)
- 1995: Waiting to Exhale – Warten auf Mr. Right (Waiting to Exhale)
- 1996: That Thing You Do!
- 1998: Eine zweite Chance (Hope Floats)
- 2000: Shang-High Noon (Shanghai Noon)
- 2001: Ich bin Sam (I am Sam)
- 2004: First Daughter – Date mit Hindernissen (First Daughter)
- 2005: The New World
- 2006: Bobby
- 2010: Louis
- 2010: The Runaways
- 2010: Dein Weg (The Way)
- 2018: Ein ganz gewöhnlicher Held (The Public)

## Auszeichnungen
Oscar
- 1976: Nominierung für den Besten Schnitt von Einer flog über das Kuckucksnest
- 1978: Auszeichnung für den Besten Schnitt von Krieg der Sterne

British Academy Film Award
- 1975: Auszeichnung für den Besten Schnitt von Der Dialog
- 1977: Nominierung für den Besten Schnitt von Einer flog über das Kuckucksnest
- 1979: Nominierung für den Besten Schnitt von Krieg der Sterne